# Váci NKSE
El Váci NKSE es un club de balonmano femenino de la localidad húngara de Vác. En la actualidad disputa la Liga de Hungría de balonmano femenino.

## Plantilla 2019-20
|  | Porteras - Bárbara Arenhart - Anna Bukovszky - Anna Bálint Extremos derechos - Nikolett Diószegi - Noémi Kovács Extremos izquierdos - Sanja Radosavljević - Zsófia Szondi Pivotes - Rea Mészáros - Fanny Helembai - Sára Paróczy | Armadoras - Rita Lakatos - Kitti Szabó - Csenge Kuczora - Konszuéla Hámori - Gréta Kácsor - Flóra Szeberényi |